# غواصة الفئة الواحدة والعشرون
غواصة الفئة الواحدة والعشرون فئة من غواصات ألمانية تعمل بالديزل والكهرباء Elektroboot (الألمانية: "قارب كهربائي") غواصات صممت خلال الحرب العالمية الثانية. تم الانتهاء من أربعة جاهزة للقتال. خلال الحرب، تم وضع اثنين فقط في الخدمة الفعلية وذهبوا في دوريات، ولكن هذه الفئة لم تستخدم أبدا في القتال.